# Bernard Koopman
Bernard Osgood Koopman (Paris, 1900 — Randolph (New Hampshire), 18 de agosto de 1981) foi um matemático estadunidense nascido na França. É conhecido por seu trabalho sobre teoria ergódica, fundamentos da teoria da probabilidade, estatística e pesquisa operacional.

## Publicações
- Koopman, B. O. «Hamiltonian Systems and Transformation in Hilbert Space». Proceedings of the National Academy of Sciences. 17 (5): 315-318. doi:10.1073/pnas.17.5.315
- Koopman, B. O. (1 de janeiro de 1936). «On distributions admitting a sufficient statistic». Transactions of the American Mathematical Society. 39 (3): 399-409. ISSN 0002-9947. doi:10.1090/S0002-9947-1936-1501854-3 Este é o artigo em que aparece o Teorema de Pitman-Koopman.
- "The axioms and algebra of intuitive probability", Annals of Mathematics 41, 269–292, 1940.
- "The bases of probability", Bulletin of the American Mathematical Society, 46, 763–774, 1940.
- "Intuitive probabilities and sequences", Annals of Mathematics 42, 169–187, 1941.
- Search and Screening, first edition 1946 (classified Confidential, declassified in 1958).